# یوسی‌بی
یوسی‌بی (به انگلیسی: UCB) شرکت چندملیتی بیوفارماسی است، که دفتر مرکزی آن در شهر بروکسل، بلژیک قرار دارد.
این شرکت همچنین در زمینه تولید داروهای شیمیایی و مواد شیمیایی نیز فعالیت می‌کند، اما بخش عمده فعالیت‌های این شرکت در زمینه تولید داروهای درمان پارکینسون، صرع، آلرژی‌ها، داروهای سرطان‌شناسی و بیماری‌های دستگاه عصبی مرکزی متمرکز است.